# Zálesí (Příchovice)
Zálesí je malá vesnice, část obce Příchovice v okrese Plzeň-jih v Plzeňském kraji. Nachází se asi 2,5 kilometru jižně od Příchovic. Je zde evidováno 39 adres. V roce 2011 zde trvale žilo 75 obyvatel.
Zálesí leží v katastrálním území Zálesí u Příchovic o rozloze 3,09 km².

## Historie
První písemná zmínka o vesnici pochází z roku 1328.

## Obyvatelstvo
| Rok            | 1869 | 1880 | 1890 | 1900 | 1910 | 1921 | 1930 | 1950 | 1961 | 1970 | 1980 | 1991 | 2001 | 2011 | 2021 |
| -------------- | ---- | ---- | ---- | ---- | ---- | ---- | ---- | ---- | ---- | ---- | ---- | ---- | ---- | ---- | ---- |
| Počet obyvatel | 170  | 164  | 154  | 162  | 170  | 173  | 157  | 119  | 132  | 124  | 96   | 81   | 77   | 75   | 77   |
| Počet domů     | 23   | 25   | 26   | 26   | 27   | 28   | 26   | 26   | 26   | 29   | 33   | 32   | 33   | 37   | 40   |

## Obecní správa
Při sčítání lidu v letech 1850–1959 Zálesí bylo samostatnou obcí v okrese Přeštice. Od roku 1960 je částí obce Příchovice v okrese Plzeň-jih.

## Pamětihodnosti
- Hrad Skála